# Cyphon grande
Cyphon grande is een keversoort uit de familie moerasweekschilden (Scirtidae). De wetenschappelijke naam van de soort werd in 1934 gepubliceerd door Maurice Pic.